# تشرين (دير الزور)
تشرين قرية سورية تتبع ناحية العشارة في منطقة الميادين في محافظة دير الزور. بلغ عدد سكانها 8749 نسمة في عام 2004 حسب إحصاء المكتب المركزي للإحصاء.